# Briningham
Briningham is een civil parish in het bestuurlijke gebied North Norfolk, in het Engelse graafschap Norfolk met 130 inwoners.